# الروك الصلاحي
الروك الصلاحي هو عملية مساحة عامة للأراضي المصرية حدثت في بداية عصر الدولة الأيوبية في عهد الملك الناصر صلاح الدين الأيوبي، فنُسبت لاسمه، حيث أمر وزيره القاضي الفاضل عبد الرحيم البيساني بعمل روك جديد للأراضي سنة 572هـ/1176م.

## نتائج الروك الصلاحي

### من الناحية الإدارية
من الناحية الإدارية، استبقت الروك الصلاحي التقسيم الإداري الذي اتبعته الدولة الفاطمية في نهاية عصرها من تقسيم مصر إداريًا إلى 23 كورة 14 كورة منها في الوجه البحري، وهي الأبوانية والمرتاحية والدقهلية والشرقية والسمنودية والغربية والمنوفية وبني نصر وجزيرة قوسينا والنستراوية وفوه والمزاحمتين والبحيرة وحوف رمسيس وثغري رشيد والإسكندرية، بالإضافة إلى 9 كور في الوجه القبلي وهي الجيزية والأطفيحية والفيومية والبوصيرية والبهنساوية والأشمونين والسيوطية والأخميمية والقوصية بالإضافة إلى إقليم منفلوط ومنقباد الذي كان خراجه مخصّص للسلطان. غير أنهم أضافوا تعديلًا محدودًا على هذا التقسيم الإداري، فأضافوا كورتين جديدتين للوجه البحري كورة الدنجاوية التي اقتُطعت من كورة الغربية، وكورة الكفور الشاسعة من حوف رمسيس المقتطعة من كورة حوف رمسيس.

### من الناحية المالية
نقل المؤرخون بعض تفاصيل نتائج هذا الروك وما تقرر على كل صنف من المزروعات من خراج، فنقل أبو العباس القلقشندي في كتابه صبح الأعشى ما ذكره الوزير الأسعد بن مماتي في كتابه قوانين الدواوين حول ما تقرر من خراج على كل صنف من أصناف المزروعات، فقال مثلًا عن خراج القمح:
| ” | قطيعة القمح كانت إلى آخر سنة سبع وستين وخمسمائة عن كل فَدَّانٍ ثلاثةُ أردابَّ، ثم إنه تقرّر عند المساحة في سنة اثنتين وسبعين وخمسمائة إردبان ونصف إردب؛ هذه قطيعة الديوان؛ ومن الفدن ما يباع بعين، ومنه ما يُزْرَع مُشَاطرة. | “ |

كما نقل تقي الدين المقريزي عن القاضي الفاضل تقديرات الخراج الناتج عن هذا الروك:
| ” | وقال في متجدّدات سنة خمس وثمانين وخمسمائة: أَوْراقٌ بما استقر عليه عبر البلاد من إسكندرية إلى عيذاب، إلى آخر الرابع والعشرين من شعبان سنة خمس وثمانين وخمس مائة، خارجاً عن الثغور وأبواب الأموال الديوانية، والأحكار والحبس ومنفلوط ومنقباط وعدة نواح أُورِدَت أسماءها ولم يُعَيَّن لها في الديوان عِبْرَة، من جملة أربعة آلاف ألف وستُ مائة ألف وثلاثة وخمسين ألفاً وتسعة عشر ديناراً، بعد ما يجري في الديوان العادِلي السعيد وغيره عن الشرقية والمرتاحية والدقهلية وبوش وغير ذلك، وهو ألف ألف ومائة ألف وتسعون ألفاً وتسع مائة وثلاثة وعشرون ديناراً. تفصيل ذلك: الديوان العادلي: سبعمائة ألف وثمانية وعشرون ألفا ومائتان وثمانية وأربعون دينارا. الأمراء والأجناد المرسوم بإبقاء إقطاعاتهم بالأعمال المذكورة مائة ألف وثمانية وخمسون ألفا ومائتان وثلاثة دنانير. ديوان السور المبارك والأشراف: ثلاثة عشر ألفا وثمانمائة وأربعة دنانير، العربان: مائتا ألف وأربعة وثلاثون ألفا ومائتان وستة وتسعون دينارا. الكنانية: خمسة وعشرون ألفا وأربعمائة واثنا عشر دينارا، القضاة والشيوخ: سبعة آلاف وأربعمائة وثلاثة دنانير، القيمارية والصالحية والأجناد المصريون: اثنا عشر ألفا وخمسمائة وأربعة دنانير، الغزاة والعساقلة المركزة بدمياط وتنيس وغيرهم: عشرة آلاف وسبعمائة وخمسة وعشرون دينارا، البارز: ثلاثة آلاف ألف وأربعمائة ألف واثنان وستون ألفا وخمسة وتسعون دينارا. | “ |

ثم فصّل إيرادات الوجه البحري ثم الوجه القبلي، فقال:
| ” | الوجه البحري: ألف ألف ومائة ألف واحد وخمسون ألفا وثلاثة وخمسون دينار ضواحي ثغر الإسكندرية: ألف وثمانية وثلاثون دينارا، ثغر رشيد: ألفا دينار، البحيرة: مائة ألف وخمسة عشر ألفا وخمسمائة وستة وسبعون دينارا، حوف رمسيس: اثنان وتسعون ألفا وأربعمائة وثلاثة دنانير، فوه والمزاحمتين: عشرة آلاف ومائة وخمسة وعشرون دينارا، النبراوية: خمسة عشر ألفا وثلثمائة وخمسة دنانير، جزيرة بني نصر: مائة ألف واثنا عشر ألفا وستمائة وستة وأربعون دينارا، جزيرة قوسنينا: مائة ألف وثلاثون ألفا وخمسمائة واثنان وتسعون دينارا، الغربية: ستمائة ألف وأربعة وسبعون ألفا وستمائة وخمسة دنانير، السمنودية: مائتا ألف وخمسة وأربعون ألفا وأربعمائة وتسعة وسبعون دينارا، الدنجاوية: ستة وأربعون ألفا ومائتا وأربعة وسبعون دينارا، المنوفية: مائة ألف وثمانية وأربعون ألفا وثلثمائة وسبعة وأربعون دينارا. الوجه القبلي: ألف ألف وستمائة وعشرة آلاف وأربعمائة وأحد وأربعون دينارا. الجيزة: مائة ألف وثلاثة وخمسون ألفا ومائتان وأربعة دنانير، الأفطيحية: تسعة وخمسون ألفا وسبعمائة وثمانية وعشرون دينارا، البوصيرية: ستون ألفا وأربعمائة وستة وستون دينارا، الفيومية: مائة ألف واثنان وخمسون ألفا وستمائة وأربعة وثلاثون دينارا، البهنسية: ثلثمائة ألف واثنان وخمسون ألفا وستمائة وأربعة وثلاثون دينارا، الواحات الداخلة، والخارجتين، وواح البهنسا: خمسة وعشرون ألف دينار، الأشمونين: مائة ألف وسبعون ألفا وخمسمائة وأربعة دنانير، الأخميمية: مائة ألف وثمانية آلاف وثمانمائة واثنا عشر دينارا، الأعمال القوصية: ثلثمائة ألف واثنان وستون ألفا وخمسمائة دينار، ثغر أسوان: خمسة وعشرون ألف دينار، ثغر عيذاب: يجري في غير هذا الديوان. | “ |